# Franz Landgraf
Franz Landgraf was een Duitse luitenant-generaal tijdens de Tweede Wereldoorlog en Eerste Wereldoorlog-veteraan.

## Levensloop en militaire carrière
Franz Landgraf trad op 7 juli 1909 toe tot het 5e Infanterie-Regiment "Großherzog Ernst Ludwig von Hessen" van het Beierse leger, nadat hij was opgeleid als cadet. Op 26 oktober 1911 werd hij bevorderd tot luitenant en met een patent van 9 juli 1915 tot kapitein.
Na de Eerste Wereldoorlog sloot hij zich in april 1919 aan bij het Freikorps Bamberg en bleef bijna een jaar bij het Freikorps. In hetzelfde jaar werd hij kapitein en werd hij in februari 1920 overgenomen in de Reichswehr bij het Infanterie-Regiment 46. Vanaf 1 oktober 1920 was hij tot 1928 compagniescommandant bij de overgang van het regiment naar het Infanterie-Regiment 21. 
Vervolgens was hij tot 1 april 1934 adjudant, vanaf 1931 als majoor, bij de commandant van het oefenterrein Grafenwöhr. Hij keerde terug naar het Infanterie-Regiment 21 en werd hier commandant van het opleidingsbataljon. Op 1 juli 1934 werd hij bevorderd tot luitenant-kolonel en zijn bataljon werd gebruikt voor de oprichting van het Schützen-Regiment 2. Hier werd hij ook bataljonscommandant. Op 1 oktober 1936 werd hij bevorderd tot kolonel (bevordering op 1 augustus 1936) en werd hij commandant van het Panzer-Regiment 7. 
Vanaf 25 oktober 1939, vanaf 1 september 1940 als generaal-majoor, leidde hij de 4e Panzer-Brigade en werd vervolgens vanaf 6 januari 1941 commandant van de 6e Panzerdivisie. In de winter van 1941/42 werd hij ziek aan het oostfront, waarna hij naar Duitsland werd teruggestuurd, maar hij bleef tot half april 1942 formeel divisiecommandant en werd in die tijd vertegenwoordigd door Erhard Raus. Pas begin mei 1942 nam hij opnieuw een commando over en werd commandant van de 155e Panzerdivisie, die hij echter eind september 1943 moest afstaan. Op 1 september 1942 werd hij bevorderd tot luitenant-generaal.

## Bron
- Dit artikel of een eerdere versie ervan is een (gedeeltelijke) vertaling van het artikel Franz Landgraf op de Duitstalige Wikipedia, dat onder de licentie Creative Commons Naamsvermelding/Gelijk delen valt. Zie de bewerkingsgeschiedenis aldaar.

- Gemeinsame Normdatei: 1012723305
- Virtual International Authority File: 172060489